# Villa Villekulla (dokumentarfilm)
|  | Denne artikel er oprettet af botten Steenthbot ud fra en ekstern database. Den kan derfor have sproglige fejl eller mangler. Denne skabelon kan fjernes efter kontrol af indholdet. |

Villa Villekulla er en dansk dokumentarfilm fra 2019 instrueret af Patricia Bbaale Bandak.

## Handling
Filmen er et familieportræt af Bbaale-søskendeflokken fra Uganda. Gennem samtaler og barndomslege i deres hjemstavn på Falster oplever vi dynamikken mellem de otte søskende og får et blik ind i en unik familiehistorie, der har været præget af lige dele glæde og traumer – og en barndom som Bbaale-børnene aldrig helt er vokset fra.

## Medvirkende
- Doreen Fenger-Bbaale
- Joanita Namata Bbaale
- Regina Bbraale
- Patricia Bbaale Bandak
- "Store" Paul Bbaale
- "Lille" Paul Bbaale
- Peter Bbaale
- Sylvester Bbaale